# كلية غوردون التذكارية

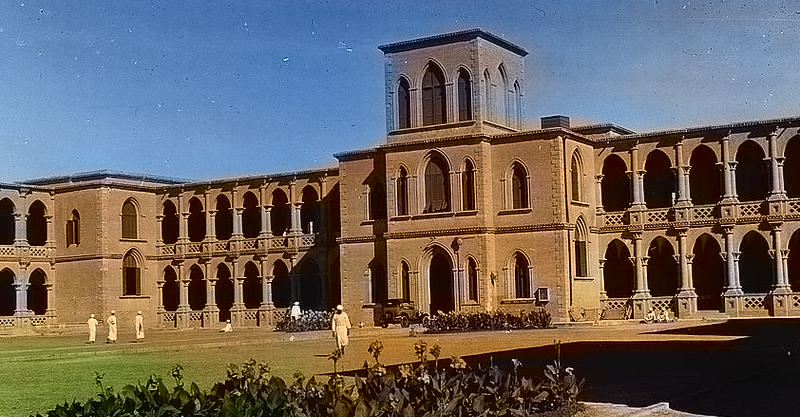
حرم كلية غوردون باشا حاليا جامعة الخرطوم عام 1936

كلية غوردون التذكارية (بالإنجليزية: Gordon Memorial College) أنشئت بناء على اقتراح اللورد كتشنر عند تسلمه الدرجة الفخرية من جامعة أدنبرة عام 1899، اعتماد مائة ألف جنيها استرلينياً لتشييد كلية في الخرطوم تخليداً لذكرى الجنرال تشارلز جورج غوردون.

## تمويل المشروع

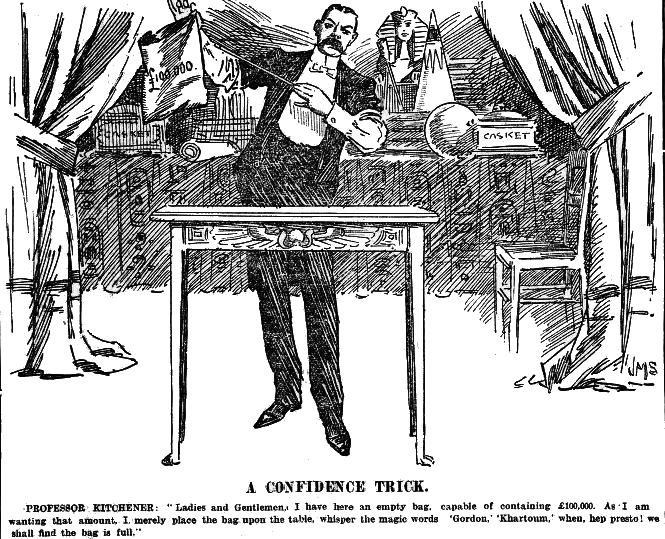
رسم كاريكاتوري سياسي من تصميم جي إم ستانيفورث: هربرت كيتشنر يحاول جمع 100 ألف جنيه إسترليني لإنشاء الكلية في السودان تخليدا لذكرى تشارلز جورج جوردون/7 ديسمبر 1898

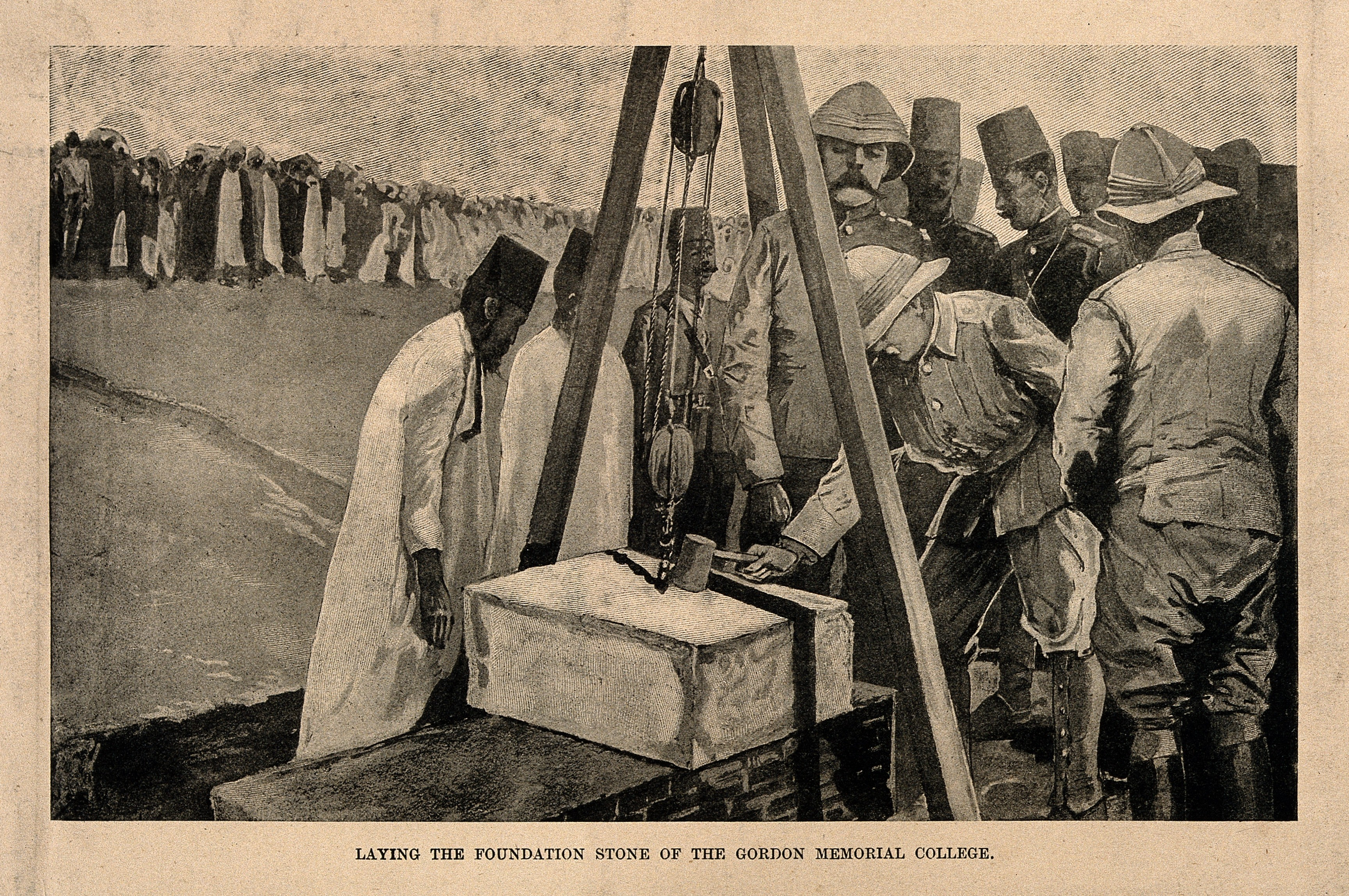
كلية جوردون التذكارية، الخرطوم، السودان؛ وضع حجر الأساس لـ

وتلقى تبرعات من أغنياء بريطانيا لتحقيق هدفه بلغت (111) ألف جنيه إسترلينى بعد أن وجدت فكرته لخلق أداة لنقل المعرفة الأوروبية وتوفير فرص التعليم لأبناء السودان ترحيباً كبيراً. أما الحكومة فرفضت توفير المبلغ المطلوب من الخزانة العامة.

## الحركة الوطنية

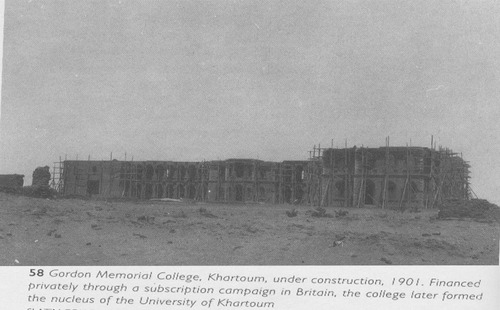
بناء كلية جوردون التذكارية ١٩٠١، جون، برايان، كريستوفرسون.

رغم إشراف المستعمر البريطانى على إدارة كلية غوردون ومناهجها التي وضعت بما يتفق مع المصالح البريطانية، إلا أنها خرجت أجيالاً تولت قيادة الحركة الوطنية وزعزعة الاستعمار ليس في السودان فقط ويمثلهم الزعيمان إسماعيل الأزهري ومحمد أحمد محجوب اللذان رفعا علم السودان المستقل مكان العلم البريطاني، واللواء محمد نجيب الذي حقق جلاء البريطانيين عن وادي النيل وتحرير مصر من النظام الملكي.
تم تغير اسم الجامعة إلى جامعة الخرطوم وأزيل تمثال غوردون.

## خريجون بارزون
- إبراهيم محمد المغربي
- عبد الرحمن الياس
- عبد الله الطيب
- عبد الله خليل
- محمد المهدي المجذوب
- محمود محمد طه
- يوسف مصطفى التني
- محمد نجيب